# أندرو موراي (كاتب بريطاني)
أندرو موراي (بالإنجليزية: Andrew Murray)‏ هو كاتب بريطاني، ولد في 1 أكتوبر 1970 في بروملي ‏ في المملكة المتحدة.

## وصلات خارجية
- الموقع الرسمي